# El verdugo (novela)
El verdugo (en sueco: Bödeln) es una novela de 1933 y una obra de teatro de 1934 del escritor sueco Pär Lagerkvist. 
La obra es "en parte una sátira llameante contra el nazismo, en parte una imagen alegórica del ingenio malvado."
En 1951, Pär Lagerkvist recibió el Premio Nobel de Literatura "por el vigor artístico y la verdadera independencia mental con la que se esfuerza en su poesía por encontrar respuestas a las preguntas eternas que enfrenta la humanidad".

## Antecedentes
Durante un viaje por Europa en la primavera de 1933, Pär Lagerkvist pudo presenciar los avances del fascismo y el nazismo. A su regreso a Suecia, inició esta obra, que se convertiría en una indiscutible contribución a la lucha contra la violencia y el nazismo. El verdugo es una reflexión sobre la relación del hombre con el mal.

## La novela

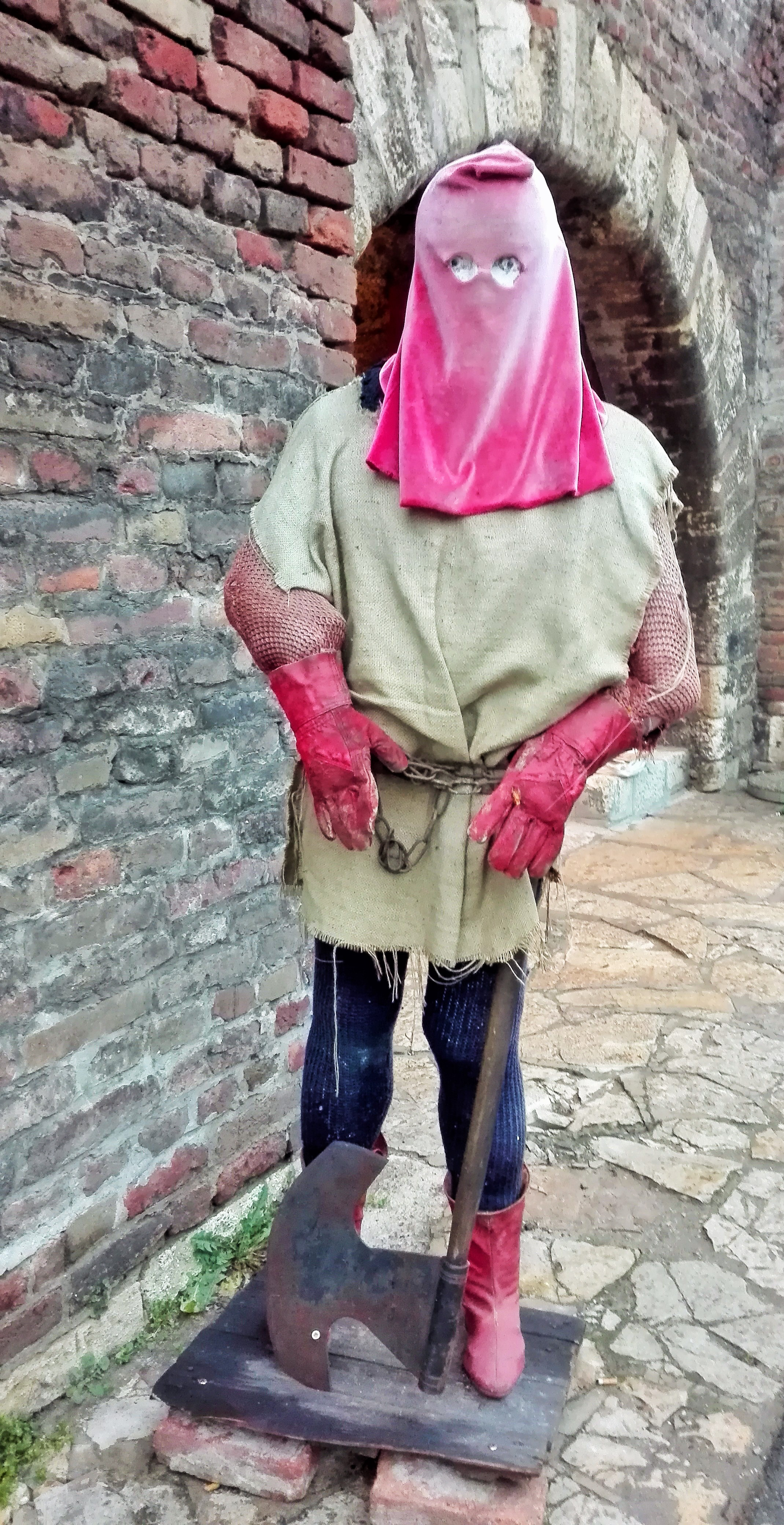
Ivano Giambattista: El verdugo

El tema era muy actual y no muchos autores suecos escribieron sobre el dramático desarrollo de la historia alemana en ese momento. Atrajo mucha atención a nivel internacional, siendo imprimida en varias ediciones,  El libro despertó la indignación de la Alemania nazi, así como de grupos suecos fascistas.  El incendiario periódico nacionalsocialista Der Stürmer se refirió a Lagerkvist como un “Judenknecht” (esclavo de los judíos) y fue uno de los libros que los nazis quemaron públicamente en 1933.

## El drama
Por iniciativa del director Per Lindberg, Lagerkvist desarrolló aún más la historia en una obra de teatro, que también atrajo gran atención en varios países. La obra se estrenó en Den Nationale Scene en Bergen bajo la dirección de Per Lindberg el 23 de octubre de 1934 y se representó al año siguiente en Oslo, ambas escenificaciones fueron un gran éxito. El 28 de diciembre de 1934, la obra se estrenó en Suecia en el Vasateatern de Estocolmo con Gösta Ekman en el papel principal, pero allí fue recibida con menor interés y mayor oposición por parte de los grupos pronazis.

## Trama

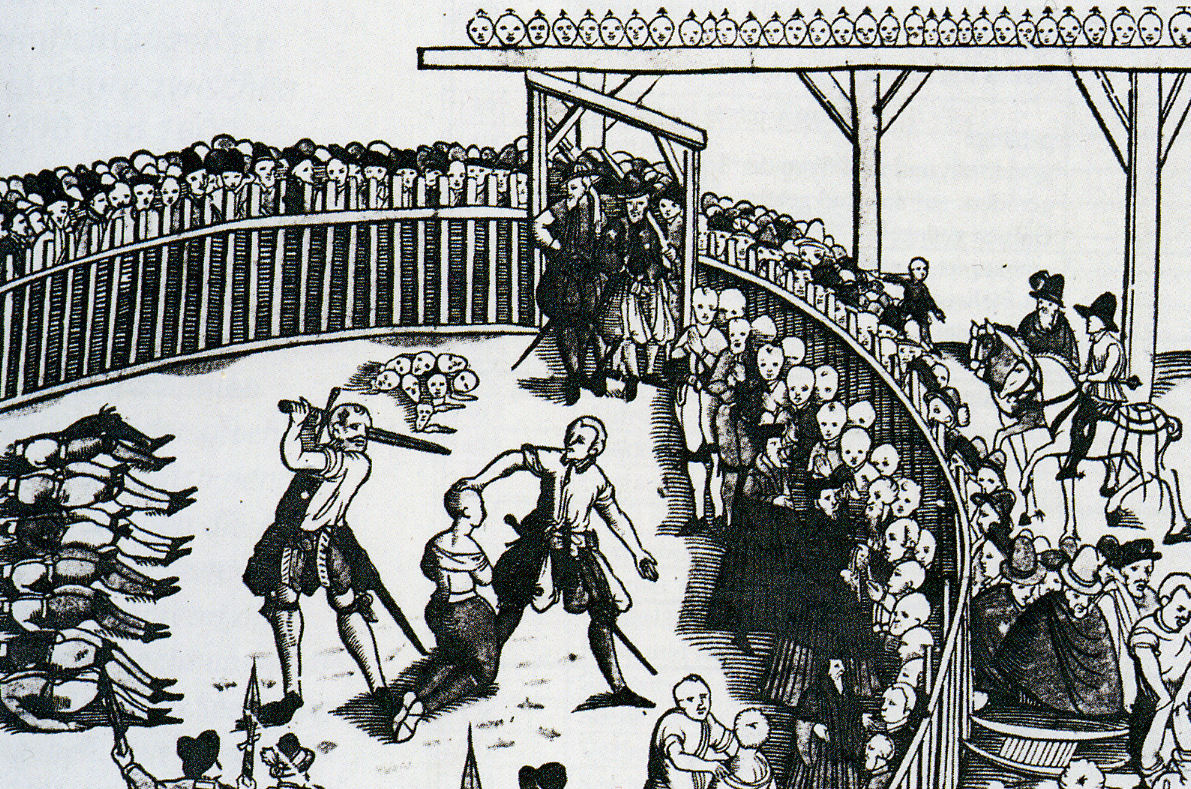
Ejecución de piratas en Hamburgo (1573)

La novela tiene lugar en dos épocas: la Edad Media y la década de 1930 (que era el presente cuando se escribió el libro). El denominador común de ambas partes es el lugar en el que se desarrolla la historia: la taberna. El verdugo está presente en ambos ámbitos. 
En la primera parte un grupo de bebedores comparten historias sobre los poderes oscuros que se dice que están conectados con los verdugos y con el suelo sobre el que se construyeron las horcas. Los bebedores intercambian historias en las cuales se mezcla el humor como exorcismo de la muerte -muertos que expelen ventosidades- con anécdotas supersticiosas sobre verdugos del pasado. Se narra la historia de un niño que, jugando con otros, conoce al padre de aquellos, el verdugo. Estando de visita en su casa, toca la espada empleada para las decapitaciones, la que reacciona produciendo un sonido siniestro, lo cual implica que la persona habrá de ser en algún momento ejecutada. El verdugo se compadece luego de la desesperada madre y accede a liberar al niño de su destino. En otra historia se narra el amor de un verdugo por una condenada, a la cual libera del cadalso, solo para tener que ejecutarla más tarde por haber matado a su hijo, que había nacido con la marca de Caín.
El verdugo asume un papel periférico y desinteresado, negándose a participar en la discusión.
En la segunda parte, la trama se desarrolla en un salón de baile donde se han reunido muchos adeptos del nacionalsocialismo. Uno de los participantes expone la ideología que propagan: 
"La violencia es la más alta expresión de la energía humana, ya sea intelectual o física. Es una verdad que por fin se ha descubierto gracias a nosotros. Y al que crea lo contrario se lo demostraremos usando precisamente de la violencia, y entonces ha de creer, lo mismo que nosotros. ¿Por casualidad no cree usted lo mismo?
—¡Cómo no! ¡Claro que sí!
—Sí, es lo que esperábamos.
—Vamos a imponer como condición ineludible que todos los que crean lo contrario sean castrados. Es una simple necesidad para afirmar la victoria de nuestras ideas. Usted no puede pretender que semejante contagio se propague a las venideras generaciones [...]
—¡Clases! ¡Las clases ya no existen! Su desaparición es la más importante de las conquistas obtenidas. Hoy sólo existen los que piensan como nosotros, los que enseñan a pensar como nosotros y los que están aprendiendo a pensar como nosotros."
Una orquesta de jazz de músicos de color entretiene al público. Cuando los músicos quieren tomar un descanso para comer, un nazi se los niega. Se desata un tumulto y varios de los músicos son asesinados a tiros. 
El libro termina con el verdugo dando un discurso a los demás invitados en el que expresa una visión sombría de la humanidad:

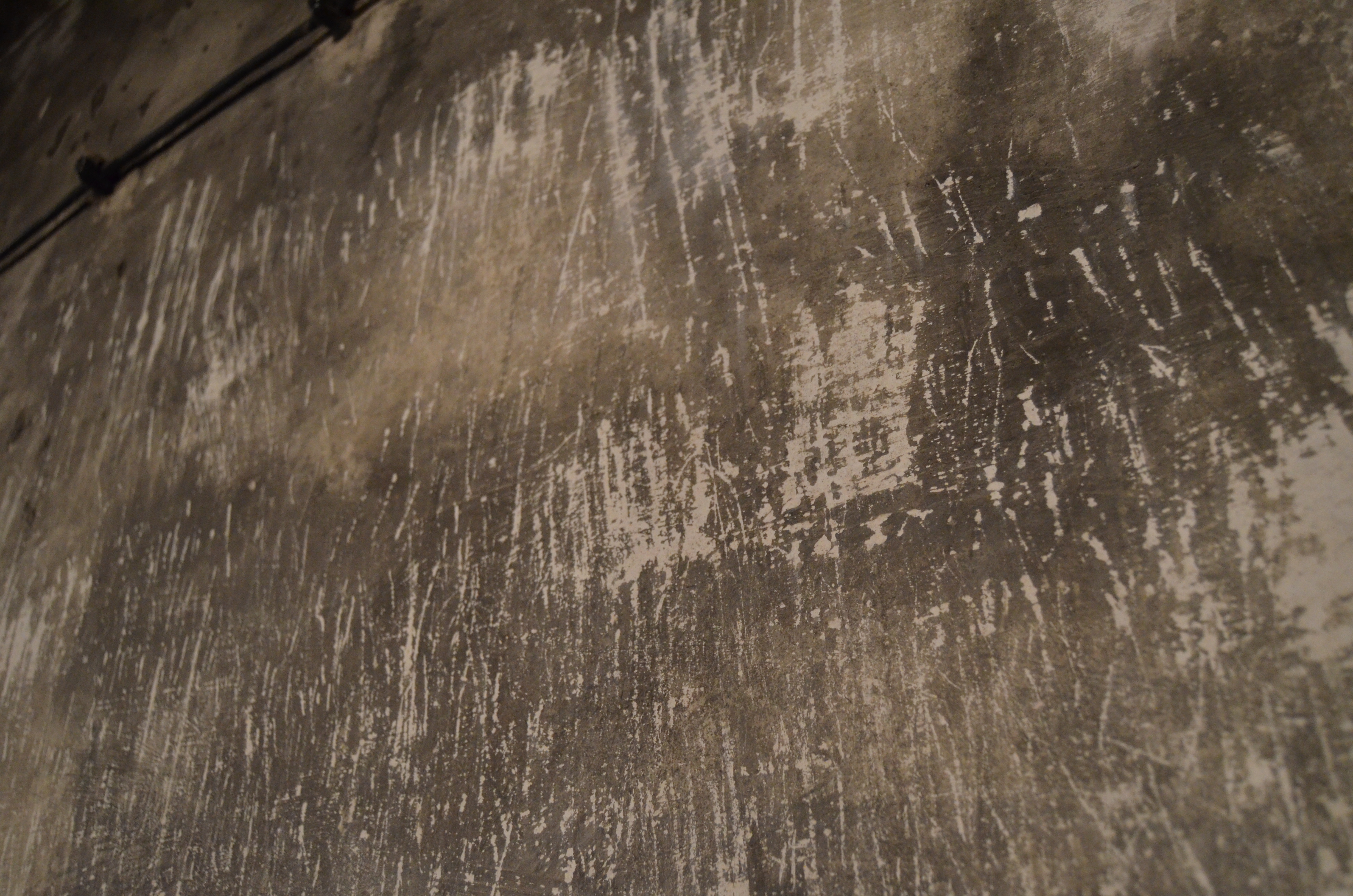
Huellas de uñas en la pared de una cámara de gas, Auschwitz I.

"Fielmente sigo el camino de la humanidad, y no hay senda tan escondida que no haya bañado en sangre o en la que no levantara una humeante pira. Estoy con vosotros desde el comienzo de los tiempos, y con vosotros estaré hasta el último término. La primera vez alzasteis la mirada al cielo y presentisteis la existencia de un dios, yo sacrifiqué un hermano, y os lo, ofrecí. Aún recuerdo los árboles sacudidos por el viento y el temblor del fuego que os iluminaba el rostro cuando le arranqué el corazón y lo arrojé a las llamas. ¡Desde entonces he sacrificado a tantos! Para los dioses y para los diablos. Para los cielos y para el infierno. Culpables e inocentes, en sucesión sin fin... He arrancado de raíz pueblos enteros; he destruido ciudades y exterminado reinos. Cuanto de mí habéis deseado, ha sido hecho. Siglos enteros entregué al olvido; y luego, apoyado en mi espada ensangrentada, esperé que nuevas generaciones me llamaran con sus jóvenes voces impacientes. Multitudes de hombres he ahogado en océanos de sangre, y he apagado su impaciencia para siempre. Para los profetas y los salvadores encendí la hoguera de los heréticos. He hundido la vida humana en la noche y las tinieblas. ¡Y todo lo he hecho por vosotros!"

## Recepción y análisis
En su crítica del 16 de noviembre de 1933, Gustav Johansson ve la comparación simbólica entre la Edad Media y el presente como "... una obra maestra en prosa drástica y concisa". Al final, sin embargo, Johansson piensa que Lagerkvist se pierde en "... un misticismo religioso confuso", algo que considera, junto con la forma simbólica de presentación de Lagerkvist, habría contribuido a que nunca haya sido apreciado por un público trabajador más amplio.
Allan Bergstrand en su artículo del 2 de diciembre de 1933 se refiere específicamente al episodio de los niños jugando en el bosque, y considera que se trata de un "...pequeño cuento infantil conmovedor" con un "... elemento poético extraordinario en medio del horror".
En la historia, el verdugo se convierte en un símbolo de la persistente inclinación humana a exigir sacrificios y recurrir a la violencia. La humanidad ha buscado en vano la justicia y el orden dentro de su propia condición, y ya no puede aceptar la ambigüedad de la misma, cuando esto sucede, recurre al verdugo en busca de ayuda. El discurso final del verdugo es una acusación contra la creencia del hombre de que la violencia resolverá sus problemas.
Engdahl Thygesen sintetiza la temática de la obra de Lagerkvist: "El arte de Lagerkvist, en el que se encuentran ideas cristianas y paganas, siempre llega a lo metafísico. Las experiencias se transforman en proclamas, las figuras se convierten en símbolos, en los que se reflejan cada vez más importantes conflictos de la época [...] El poeta del miedo es hoy un luchador por el humanismo. Es un espíritu buscador, un melancólico metafísico. Para él, la fe no es una suma de ideas sobre cosas del otro mundo, sino más bien un poder que impide atarse a cualquier "convicción": una búsqueda de la realidad."
Jeff Polek considera que Lagerkvist puede con razón ser considerado un heredero espiritual de Nietzsche, porque compartió el presentimiento del alemán de un mundo desencadenado de su sol, un mundo donde la muerte de Dios es seguida por el exterminio de sus criaturas. Sin embargo, a diferencia de aquel, se negó a recurrir a la liberación dionisíaca, una celebración circular de la vida, sucumbiendo al deseo de autoapoteosis, o una aceptación de la voluntad de poder como la única realidad ineludible. Más bien, la visión de Lagerkvist profundizó en el sentido de que, después de todo, Dios puede no estar muerto, sino solo silenciado por nuestros gritos de Prometeo; y que Dios podría volver a hablar, si calláramos. Lagerkvist moraba conscientemente en la metaxia platónica, esa terrible tensión de la realidad, negándose a resolverla en la especulación religiosa, el ateísmo crítico o la actividad revolucionaria. Contra la crisis y el caos que enfrentan sus personajes, él constantemente atrae nuestra atención hacia la realidad del alma en movimiento hacia la fuente de su existencia. Al hacerlo, Lagerkvist analiza la fuente existencial de la crisis contemporánea y proporciona un mecanismo no para resolverla, sino para luchar contra ella. Polek dice también "En un momento en que las democracias occidentales aplacaban y apaciguaban a Hitler, cuando muchos pensadores y escritores de primer orden mimaban al nazismo, Lagerkvist expuso al movimiento por la barbarie que era. El verdugo es una sátira digna de Swift (un autor que Lagerkvist admiraba mucho)."
Gunnel Malmstrom analizó el conflicto existencial de Lagerkvist en el marco de la religión: "Aunque no se puede decir de ninguna manera que Lagerkvist haya alcanzado una fe firme en Dios, las dos fuerzas trascendentes en la vida humana, el anhelo de la realidad espiritual y el anhelo del amor, son las que siempre constituyen los factores significativos y controladores en su intento de encontrar soluciones a los problemas del significado de la vida... Pertenece a aquellos cuya lucha contra la deshumanización de la humanidad los ha llevado a buscar al Dios oculto [...]"
Jöran Mjöberg considera que "el verdugo también tiene una clara similitud con algunas figuras mitológicas de la religión griega: las Erinias, descritas por Esquilo en su obra Las Euménides. Las Erinias también realizan una tarea detestable en el lugar de los dioses. Son odiadas, manchados de sangre, excluidas del salón de los dioses, al igual que el verdugo es temido, detestado, manchado de sangre y destinado eternamente a ser perseguido a través de la noche del espacio. Casi todas las obras de Lagerkvist son tragedias. Pero la perspectiva final suele ser más brillante que la de la antigua tragedia griega: terminan con la reconciliación. La muerte y la destrucción son seguidas por una esperanza de algo nuevo, por una resurrección ritual."
Michael Patterson evaluó la obra de teatro en The Oxford Dictionary of Plays: "Esta advertencia expresionista sobre los peligros del fascismo fue la obra escandinava más exitosa y controvertida de los años de entreguerras. Aunque inmensamente teatral, su simbolismo ahora parece bastante torpe."

## Legado
Stephen Vicchio escribió Executioner's Hill: An Homage to Par Lagerkvist, una obra de teatro en tres actos inspirada por El verdugo. "Vicchio retrata la inocencia y el mal omnipotente en forma de superstición, maldición o las decisiones morales ciegas que toma la gente común."

## Adaptación
Pär Lagerkvist escribió el guion para la película de televisión Bödeln (1965), basada en su novela. Fue dirigida por su hijo, Bengt Lagerkvist.